# Sismo de Assão de 1950
O sismo do Tibete, também conhecido como o sismo de Assão ou sismo de Medog, se produziu a 15 de agosto de 1950 e teve uma magnitude de 8,6 Mw. O epicentro localizou-se cerca de Rima, no Tibete, China. O sismo foi destrutivo, tanto em Assão e o Tibete, provocou a morte de 1.526 pessoas. É o sismo mais forte registrado em terra fora dos oceanos e mares e o décimo sismo maior do século XX. Também é o maior sismo conhecido que não foi causado por uma placa oceânica de subdução, pelo contrário, este foi causado por duas placas continentais convergentes.

## Geologia
Numa tentativa por descobrir a história sísmica do nordeste da Índia, vários estudos de campo levaram-se a cabo por cientistas procedentes do Instituto Geofísico Nacional de Investigação Geologia e do Instituto de Física de Bhubaneswardel. O estudo descobriu sinais de liquefação do solo, incluindo lâminas e vulcões de areia no interior de ao menos doze trincheiras de leques aluviais no vale do rio Burhi Dihing que se formaram pela atividade sísmica passado. A datação por radiocarbono identificou aos depósitos em para perto de 500 anos de idade, que corresponder-se-ia com um sismo registado em 1548.

## Antecedentes

### Ameaça no futuro
Um artigo publicado na revista Science em resposta ao sismo de Guyarat de 2001, calcula que o 70 por cento do Himalaias, poderia experimentar um sismo muito potente. A previsão fez-se a partir da investigação dos registo históricos da zona, bem como a presunção de que desde o sismo de Medog em 1950 suficiente deslocação tem ocorrido para que um sismo de grande magnitude que se produza.